# Caila, Bistrița-Năsăud
Caila, mai demult Căila (în dialectul săsesc Keldref, Kelndref, în germană Köllendorf, Köln, în maghiară Kajla) este un sat în comuna Șintereag din județul Bistrița-Năsăud, Transilvania, România.

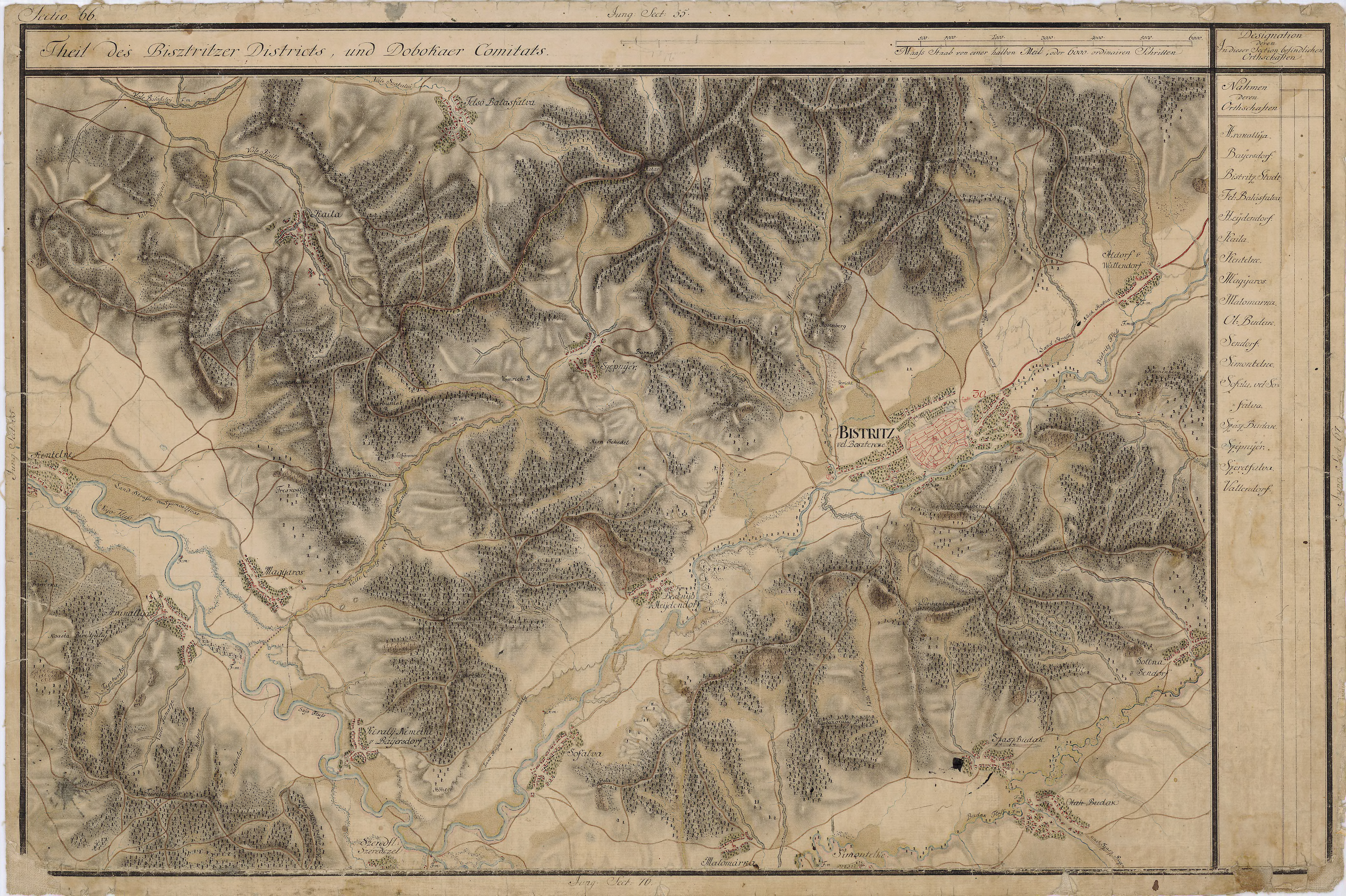
Caila pe Harta Iosefină a Transilvaniei, 1769-73

## Date geologice
În subsolul localității se găsește un masiv de sare.